# Sergeli
Sergeli (Em russo Сергели) é um dos 11 distritos (tuman) de Tasquente, a capital do Uzbequistão. 

## Características
É o maior distrito da capital do Uzbequistão e sua localização é na parte sul da cidade, limitando-se com os distritos de Bektemir, Mirobod, Yakkasaray e Chilonzor.